# Bataille de Milazzo (1860)
Pour les articles homonymes, voir Bataille de Milazzo.
Guerres du Risorgimento : expédition des Mille
Batailles
- Calatafimi
- Palerme
- Milazzo
- Reggio
- Castelfidardo
- Caiazzo
- Volturno
- Garigliano
- Gaète

La bataille de Milazzo a lieu entre le 17 et le 24 juillet 1860 dans les alentours de la ville de Milazzo, quand les Mille de Giuseppe Garibaldi, ainsi que de nouveaux combattants qui donnent corps à l'armée méridionale, affrontent et défont l'armée des Bourbons du royaume des Deux-Siciles. Les forces engagées dans la bataille s’élèvent à environ 10 000 hommes, dont plus de 6 000 sont des garibaldiens.

## Contexte
La bataille de Milazzo fait suite à la capitulation du général Ferdinando Lanza, commandant en chef des forces napolitaines de Palerme, le 30 mai. Les Napolitains tiennent toujours Messine, forts de 18 000 hommes, ainsi que Milazzo, Augusta et Syracuse.
Cette bataille est très différente de celle de Calatafimi. Pour la première fois, les Garibaldiens se mesurent à une formation des Bourbons dirigée par un commandant déterminé à se battre et à la hauteur de la situation.[réf. nécessaire]
Les forces des Bourbons, envoyées depuis Messine pour défendre la forteresse de Milazzo et sa petite garnison sont composées de trois bataillons de chasseurs à pied, une escadron à cheval et une batterie d'artillerie de montagne, pour un total de 3 400 hommes emmenés par l'habile colonel Ferdinando Beneventano del Bosco (it).
Le déploiement des Garibaldiens est important, fort de 8 000 fusils rayés et 400 000 cartouches envoyées du Piémont. En outre, les Garibaldiens peuvent compter sur la suprématie numérique malgré l'absence de cavalerie et une initiale infériorité de l'artillerie.

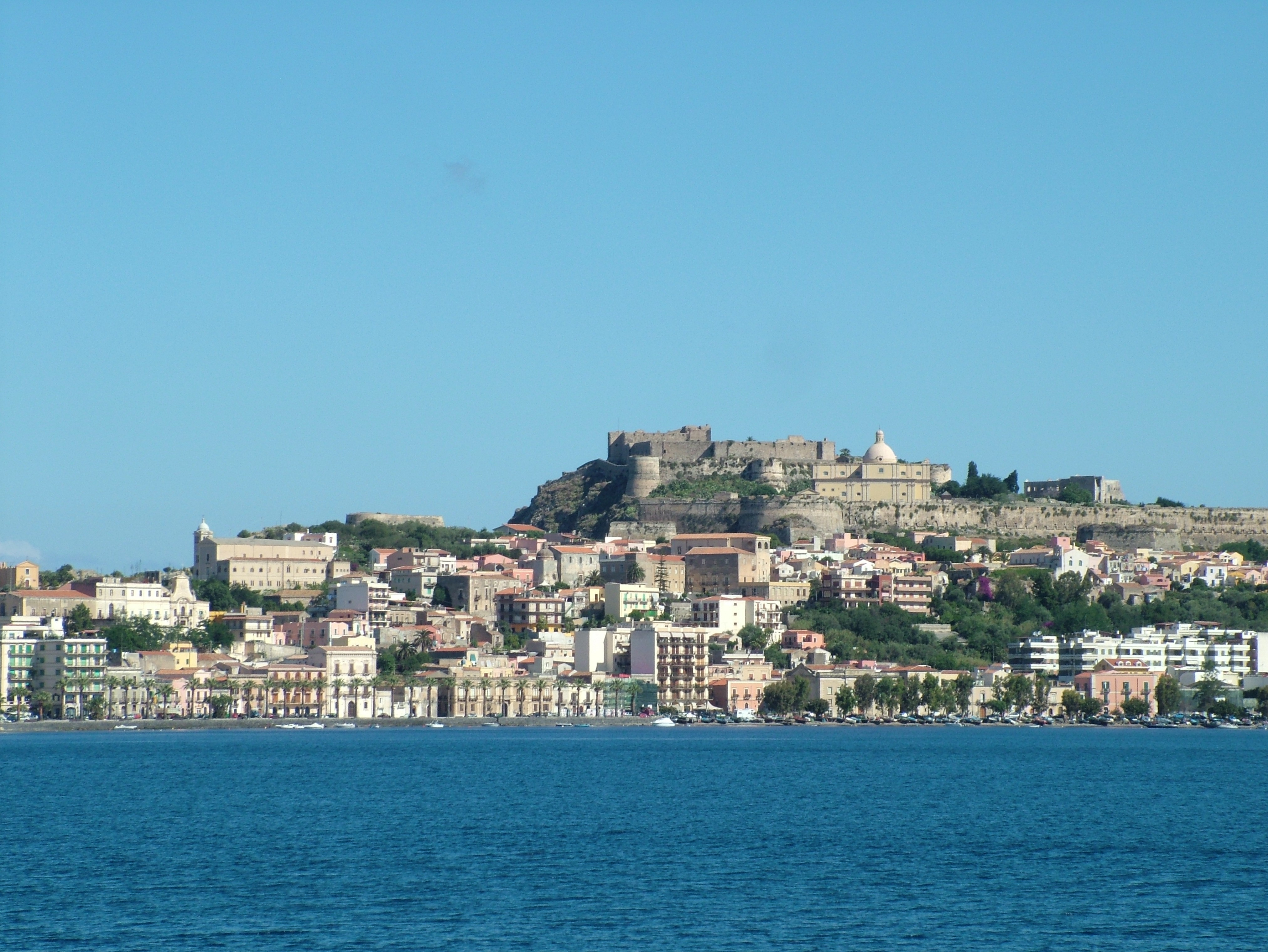
La ville de Milazzo avec sa citadelle fortifiée

## Déroulement
Après une série d'escarmouches, chacun commence à tester la consistance des forces en présence, la bataille décisive débute à 6 h 30 le 20 juillet, au centre de la plaine qui permet l'accès à la petite péninsule où émerge la ville de Milazzo.
Garibaldi décide d'attaquer le déploiement des Bourbons disposé sur deux lignes, par une colonne centrale massive précédé de deux attaques simultanées sur les côtés, pour créer une diversion. L'organisation et la synchronisation des mouvements sont plutôt mal coordonnées et cette première tentative tourne au désastre dans laquelle les Garibaldiens sont repoussés et réussissent avec difficulté à contenir la contre-attaque des troupes bourboniennes, subissant de grosses pertes.

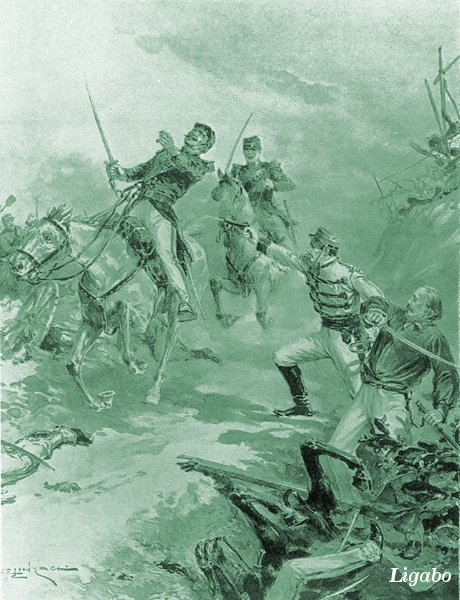
Garibaldi sauvé par Missori

Mais Garibaldi ne manque pas d'hommes et, après une réorganisation rapide de l'encadrement, les attaques des Garibaldiens se succèdent pendant plus de six heures au cours desquelles les camps opposés montrent une grande combativité, galvanisés par les deux commandants qui dirigent personnellement les actions, les deux hommes étant continuellement présents en première ligne.
Vers midi, sous une chaleur de plomb, les deux hommes sont tellement proches de la ligne de combat qu'une attaque improvisée d'un escadron de cavalerie des Bourbons menace de submerger Garibaldi. Les Garibaldiens présents prennent la défense de leur commandant de façon à le mettre en sécurité, mais il se jette dans la mêlée, et désarçonné, il est sauvé par l'intervention providentielle de Missori.

En début d'après midi, après avoir demandé en vain l'envoi de renforts depuis la citadelle fortifiée, où la garnison bourbonienne de 1 400 hommes est enfermée sous le commandement du colonel Raphael Pironti, qui refuse de recevoir des ordres étant donné sa plus grande ancienneté de service, del Bosco décide de revenir vers la ville, qui offre une plus grande protection.

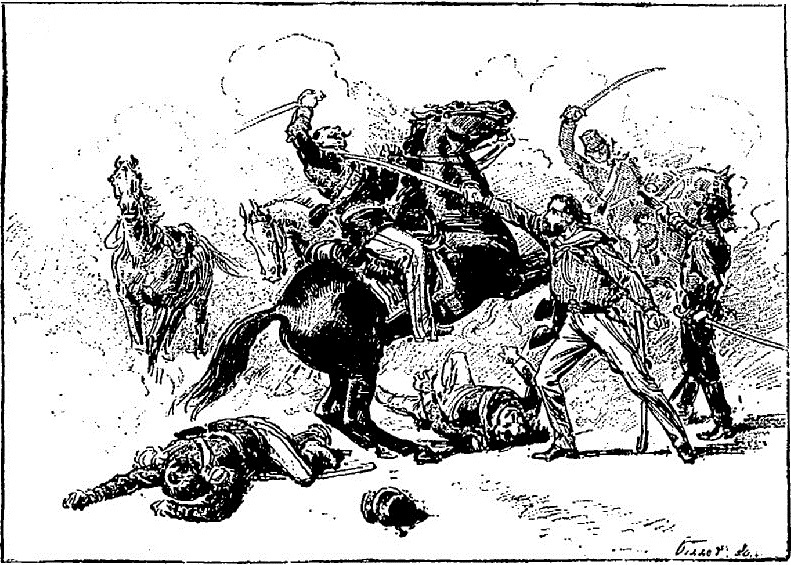
Garibaldi et Missori attaqués par quatre dragons, à la bataille de Milazzo (L'Univers illustré, 1884.).

C'est alors que la corvette Tüköry arrive près de la côte ouest. Il s'agit d'une unité navale moderne des Bourbons, la Veloce, qui, quelques jours auparavant, a été livrée à la marine sarde, par le capitaine corrompu Amilcare Aguissola, contacté et « convaincu » à trahir par l'amiral Persano.
La corvette, immédiatement cédée aux forces garibaldiennes et rebaptisé Tüköry, est armée de dix puissants canons qui, dirigés personnellement par Garibaldi, martèle l'aile gauche des forces des Bourbons, empêchant toute tentative de contre-attaque et les contraignant à se retirer dans la citadelle fortifiée.
Le maréchal Tommaso de Clary, commandant en chef de Messine ne reçoit pas l'ordre royal d'envoyer une partie de ses 18000 hommes pour secourir la forteresse de Milazzo, François II choisissant d'abandonner l'île pour se concentrer sur la partie continentale de son royaume. Le 21 juillet, à la suite de l'accord souhaité par le ministre napolitain de la Guerre, Pianell, le maréchal napolitain et le général Giacomo Medici signent l'accord pour l'évacuation des troupes des Bourbons de la Sicile : le 25 juillet, les unités commandées par les colonels Pironti et del Bosco s'embarquent pour Naples, laissant Milazzo entre les mains de Garibaldi. Tous les soldats napolitains ont quitté la Sicile le 1er août. Garibaldi entre triomphalement dans Messine le 27. Il lance l'attaque continentale le 19 août.

## Les pertes

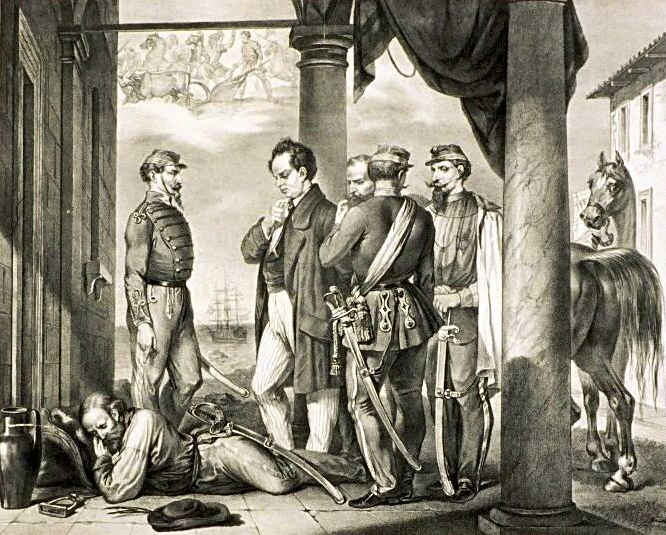
Garibaldi se repose après la bataille.

Selon Garibaldi, sur environ 6 000 hommes engagés, il y eut un millier de morts et de blessés, tandis que Giuseppe Bandi (it) estima un total de 650 pertes. Dans tous les cas, le contingent garibaldien paya à Milazzo un prix très élevé et bien supérieur aux pertes adverses qui, selon le témoignage de don Giuseppe Bottà, aumônier militaire des Chasseurs napolitains, se limitèrent à 51 morts, 80 blessés et 25 prisonniers ou portés disparus sur un total de 3 400 hommes engagés dans la bataille.